# Дорриго
Дорри́го (англ. Dorrigo) — небольшой город в Австралии. Находится на северо-востоке штата Новый Южный Уэльс, в 60 км от тихоокеанского побережья. Ближайший населённый пункт — прибрежный город Коффс Харбор.
Дорриго расположен на одноимённом плато, которое является частью Большого Водораздельного хребта и располагается на высоте 730 м над уровнем моря. Согласно переписи, в 2011 году в городке проживало 1072 человек.
В 1910 году в городе была впервые опубликована газета Don Dorrigo Gazette. Считается, что она является последней в Австралии газетой, печатавшейся с применением разогретого металла.

## История
До заселения этой территории европейцами она принадлежала племени местных аборигенов Гумбавнгирр (англ. Gumbaynggirr). Название городка происходит от аборигенного слова донгдорриго, что означает «тягучая кора».
В 1841 году лесорубы в поисках красного австралийского кедра (Toona ciliata) добрались до реки Беллингер. На пути следования, по мере продвижения вглубь лесов, они устраивали небольшие поселения (лагеря). Считается, что постоянное население на территории современного Дорриго появилось не раньше 1860-х годов. Основой местной экономики стало производство молока. В современной истории Дорриго всё большую роль играет развивающийся быстрыми темпами туризм.

|

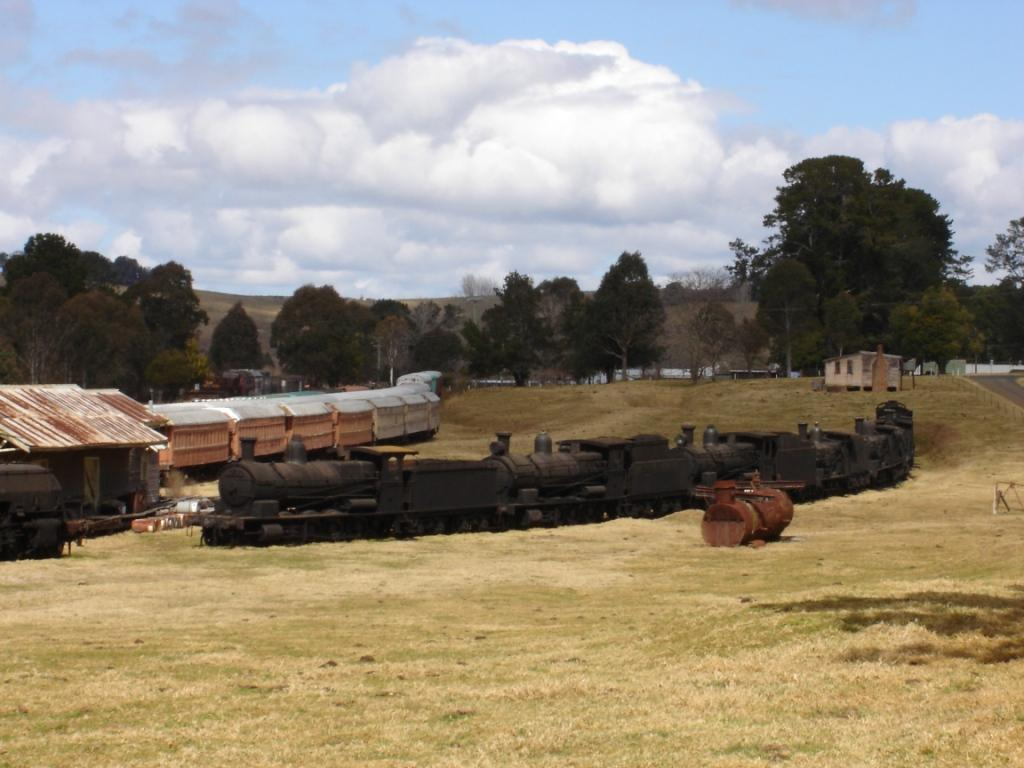
Музей железной дороги

В городе имеется железнодорожный музей, коллекция которого считается самой богатой в мире. Старейшие её экспонаты датируются 1855 годом.
Примерно в 1,2 км от Дорриго на реке Биллсдаун находится известный водопад Дангар.